# Ali Khalil
Ali Khalil (ar. علي خليل; ur. 1952 w Bani Suwajf) – egipski piłkarz grający na pozycji napastnika. W swojej karierze grał w reprezentacji Egiptu.

## Kariera klubowa
Całą swoją karierę piłkarską Khalil spędził w klubie Zamalek SC. Zadebiutował w nim w 1970 roku i grał w nim do 1982 roku. Wywalczył z nim mistrzostwo Egiptu w sezonie 1977/1978 oraz zdobył trzy Puchary Egiptu w sezonach 1974/1975, 1976/1977 i 1978/1979.

## Kariera reprezentacyjna
W 1974 roku Khalil został powołany do reprezentacji Egiptu na Puchar Narodów Afryki 1974. Na tym turnieju rozegrał jeden mecz, grupowy z Wybrzeżem Kości Słoniowej (2:0), w którym strzelił gola. Z Egiptem zajął w 3. miejsce w tym turnieju.